# Maria Menounos
Maria Menounos née le 8 juin 1978 à Medford (Massachusetts, États-Unis) est une actrice, journaliste et présentatrice de télévision américano-grecque.

## Biographie
Maria Menounos a présenté le Concours Eurovision de la chanson 2006 qui a eu lieu à Athènes avec le chanteur grec Sákis Rouvás. Elle joue aussi le rôle de Julia dans la série télé Les Frères Scott.

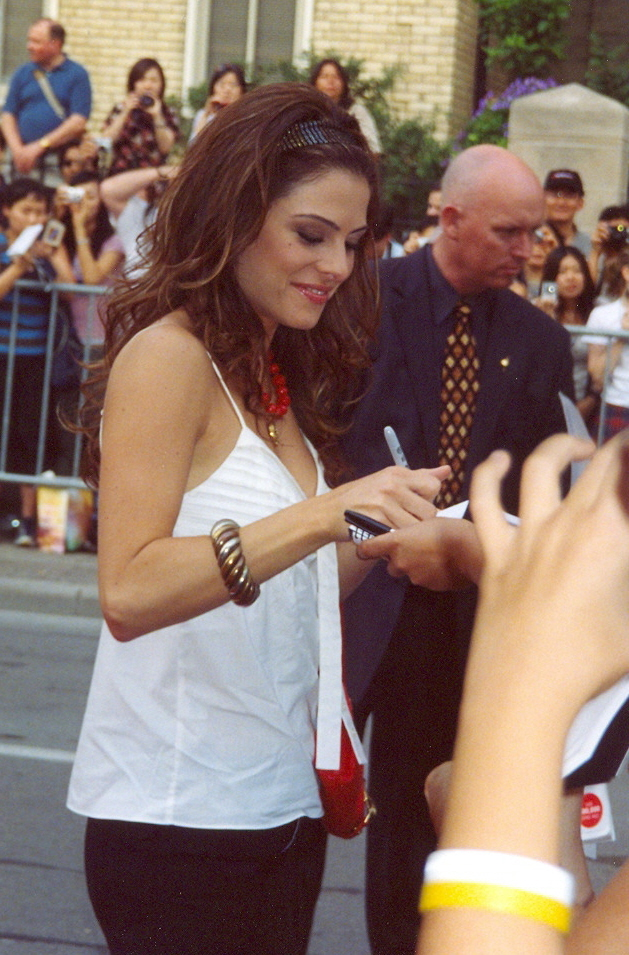
Maria signant des autographes en 2005.

Elle a aussi participé au jeu James Bond : Bons baisers de Russie en 2005, avec son amie Nancy O'Dell. Elle deviendra le temps d'un soir, la guest à la direction de WWE Raw pendant une soirée.

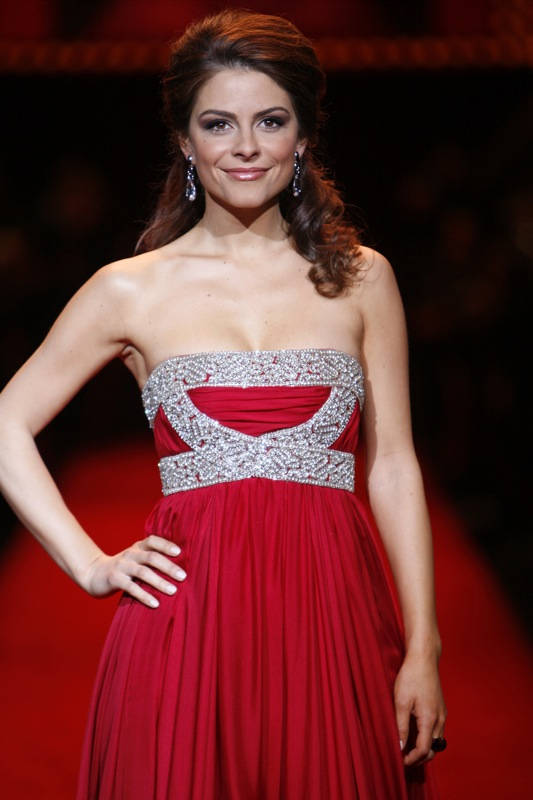
Maria a un défilé en 2008

En mars 2012 elle est candidate à la saison 14 de Dancing with the Stars. Son partenaire de danse est le danseur Derek Hough, vainqueur des saisons 7, 10 et 11 avec ses partenaires, l'animatrice Brooke Burke, la chanteuse Nicole Scherzinger et l'actrice Jennifer Grey. Elle sera éliminée le 15 mai 2012 et terminera à la 4e position.
Elle rejoint la chaîne E! en 2014 et commence à co-présenter l'émission E! News avec Jason Kennedy en 2015. Elle quitte sa place en 2017 pour se remettre de l’ablation d'une tumeur cérébrale, opération faite le 8 juin 2017.

## Relation et apparitions à la World Wrestling Entertaiment
Elle a plusieurs fois été impliquée dans les programmes de la WWE, comme lors du Raw du 12 octobre 2009 durant laquelle elle a battu Beth Phoenix, Rosa Mendes et Alicia Fox. Elle revient sur le ring lors de Tribute to the troops avec Alicia Fox, Kelly Kelly et Eve Torres qui battent Nikki Bella, Brie Bella et les Divas Of Doom : Beth Phoenix et Natalya. Lors de son émission Extra, Maria Menounos interviewait Kelly Kelly, quand Beth Phoenix et Eve Torres intervenant durant l'émission, s'en prenant verbalement puis physiquement à la présentatrice avant l'intervention de la sécurité. 

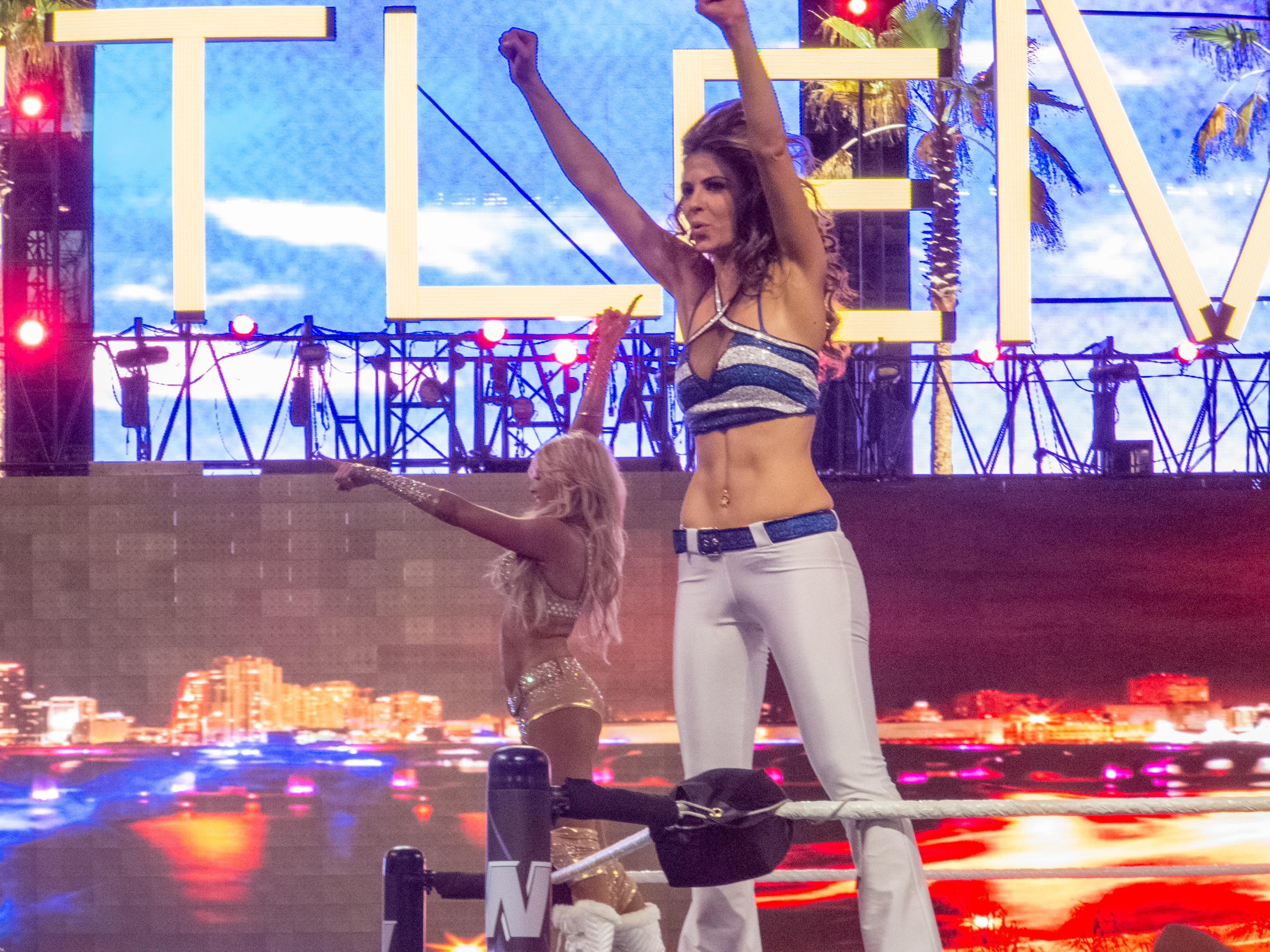
Menounos célébrant sa victoire à WrestleMania XXVIII avec sa partenaire Kelly Kelly en avril 2012.

Maria acceptera de remonter sur le ring de la WWE pour Wrestlemania XXVIII où elle participe au match des divas en équipe avec la catcheuse Kelly Kelly face à Beth Phoenix et Eve Torres. C'est Maria Menounos qui effectuera le tombé et permettra de remporter le match.
Elle a aussi été invitée au WWE Hall Of Fame 2013 pour y introduire son idole de jeunesse, Bob Backlund. Elle revient lors de SummerSlam Axxess avec Natalya pour affronter Brie Bella et Eva Marie.
Elle apparaît à l'édition 2014 de SummerSlam en tant qu'intervieweuse, rôle dans lequel on la retrouve lors de WrestleMania 31 (30 mars 2015).
Elle est également invitée en tant qu'annonceuse ring au tout premier Women's Royal Rumble match (28 janvier 2018)

## Vie personnelle
Le 9 mars 2016, Keven Undergaro, son compagnon depuis avril 1998, la demande en mariage sur un plateau de télévision américain, proposition qu'elle accepte[réf. nécessaire].

## Filmographie

### Cinéma
- 2005 : Les 4 Fantastiques (Fantastic Four) : Infirmière sexy
- 2006 : Fwiends.com : Gladys
- 2007 : In the Land of Merry Misfits : Risandra (Voix)
- 2008 : Kickin' It Old Skool (en) : Jennifer
- 2008 : Tonnerre sous les tropiques (Tropic Thunder) : Elle-même
- 2012 : Adventures of Serial Buddies (en) : Katelyn
- 2013 : Paranormal Movie : Dr Luni

### Télévision
- 2002 : Sabrina, l'apprentie sorcière (Sabrina, the Teenage Witch) (série télévisée) : Une reporter
- 2003 : FBI : Portés disparus (Without a Trace) (série télévisée) : Chris Sanders
- 2004 : One on One (série télévisée) : Glinda
- 2004 - 2005 : Les Frères Scott (One Tree Hill) (série télévisée) : Julia
- 2006 : Entourage (série télévisée) : Elle-même
- 2006 : Scrubs (série télévisée) : Tamara
- 2007 : Lucky Shops (Téléfilm) : Elle-même
- 2009 : Le Retour de K 2000 (Knight Rider) (série télévisée) : DEA Agent Jessie Rennin
- 2012 : Dancing with the Stars 14 : Elle-même, candidate au jeu

### Jeux vidéo
- 2005 : James Bond, Bons baisers de Russie : Eva Adara (voix)